# Principense
El principense o lunguyê ("Idioma de l'illa") és una llengua criolla considerada llengua ètnica d'unes 1.500 persones, però que actualment només és parlada per unes 200 dones ancianes de l'illa de Príncipe segons un estudi de 1989. Els parlants també parlen portuguès i forro.
El principense presenta moltes similituds amb el forro i pot ser vist com un dialecte. Igual que el forro, és una llengua criolla basada en el portuguès, juntament amb substrats del bantu i kwa. Tanmateix, difereix força dels criolls portuguesos de Guinea Bissau, Senegal, Gàmbia i Cap Verd perquè el substrat es basa més en els parles kwa de Costa d'Ivori, Ghana i Benin.
El seu lèxic té 77% de similitud amb el forro, 67% amb l'angolar i 62% amb l'annobonès. Es considera en perill d'extinció.